# Michael Maier (Journalist)
Michael Maier (* 21. März 1958 in Klagenfurt) ist ein österreichischer Journalist und IT-Unternehmer, der mehrere journalistische Internetplattformen gründete. Am 1. November 2019 wurde Maier Herausgeber der Berliner Zeitung und Vorsitzender der Geschäftsführung des Berliner Verlags. Das Amt des Vorsitzenden der Geschäftsführung legte er am 20. Juli 2020 nieder, blieb aber Herausgeber.

## Leben
Michael Maier verlebte seine Jugend in Radenthein und absolvierte seine Matura 1976 am Bundesgymnasium in Spittal an der Drau. Er diente als Einjährig-Freiwilliger Jäger beim Bundesheer. Nach dem Jura- und Kirchenmusikstudium von 1977 bis 1983 an der Karl-Franzens-Universität Graz übernahm er von 1983 bis 1988 die Stelle des Generalsekretärs der Katholischen Aktion in Kärnten. Unter anderem forschte er an der Hebräischen Universität Jerusalem zum Thema Antisemitismus in den Medien der DDR. Er lebt in Berlin. 2007 war Maier Fellow am Joan Shorenstein Center Media, Politics and Public Policy der Harvard Kennedy School.

### Tätigkeiten bis 2006
Von 1988 bis 1993 war er Chefredakteur der Kärntner Kirchenzeitung. Im April 1993 wurde er Chef vom Dienst und Leiter des Medienressorts, später dann Chefredakteur der Wiener Zeitung Die Presse. Später war er Chefredakteur bei der Berliner Zeitung (1996–1998) und bei der Zeitschrift Stern (1999), die er jedoch bereits nach wenigen Monaten wieder verließ.
Im Sommer 2000 wurde Michael Maier zum Chefredakteur der im Frühjahr des gleichen Jahres gegründeten Netzeitung berufen, seit März 2003 war er auch Geschäftsführer und Eigentümer der Zeitung. Von Januar bis Dezember 2006 war er zudem Chef der Orkla Media Deutschland, einer Tochterfirma des gleichnamigen norwegischen Medienkonzerns.

### Blogform-Unternehmen
Im Dezember 2006 verließ Maier die Netzeitung und gründete sein Unternehmen Blogform Verlags GmbH, später BF Blogform Social Media GmbH. Dies betreibt mehrere Online-Medien mit ihm als Herausgeber: seit 2006 die Readers-Edition, darauf basierend seit Dezember 2010 die Deutsch Türkischen Nachrichten (DTN), seit April 2011 die Deutschen MittelstandsNachrichten (DMN) und später analog die Deutsch Russischen Nachrichten (DRN). Im März 2012 folgten die Deutschen Wirtschafts Nachrichten (DWN). Die Domain der DRN leitete Anfang März 2015 direkt auf die Website der DTN weiter. Finanziert werden die Seiten durch Werbung und durch Content Marketing (Kundenportale mit eigenen Inhalten). Zu den Werbekunden zählen Firmen wie IBM, Microsoft und BMW.

#### Readers-Edition
Die Readers-Edition, eine Plattform für Bürger-Journalismus, die zuvor zur Netzeitung gehörte, war die erste Online-Plattform von Maiers Blogform-Unternehmen. Geboten wurde hier die Möglichkeit für jedermann, eigene Geschichten, Berichte und Fotos aus Bereichen wie Politik, Sport, Technik, Film, Musik usw. zu veröffentlichen. Ziel war es, unbegrenzten Webspace ohne redaktionelle Filterung anzubieten. Lediglich die journalistischen Grundsätze des Pressekodex sollten befolgt werden und das Unternehmen behielt sich dahingehend die Moderation offen. Der letzte Artikel auf der Plattform erschien Mitte 2013. Die Domain der Readers-Edition leitet mittlerweile direkt auf die DWN weiter.

#### Deutsch Türkische Nachrichten
Auf der Website der Deutsch Türkischen Nachrichten wurde im Dezember 2010 erstmals veröffentlicht. Dem Redaktionsteam gehören deutsche und deutsch-türkische Mitarbeiter an. Wegen des Gründungsherausgebers Ercan Karakoyun gab es bis November 2011 Verwerfungen mit der Zeitschrift Der Spiegel.

#### Deutsche Mittelstandsnachrichten
Die Website der Deutschen Mittelstandsnachrichten veröffentlichte erstmals im April 2011. Auf der Plattform können Mitarbeiter Strukturen, Arbeitsklima und Vorgesetzte bewerten.

#### Deutsche Wirtschaftsnachrichten
Auf der Webplattform der Deutschen Wirtschaftsnachrichten (DWN), als deren Herausgeber er von 2012 bis 2019 tätig war, wurde 2011 der erste Artikel veröffentlicht. Der Onlinebranchendienst Meedia veröffentlichte am 24. August 2012 einen zuerst auf medienwoche.ch erschienenen Artikel von Ronnie Grob, in dem es heißt, das Portal habe einen „Blitzstart“ hingelegt und sei „schon wenige Monate nach Gründung bei Publikum und Werbetreibenden gleichermaßen beliebt“. Gezeichnet werden Artikel nicht vom eigentlichen Autor, sondern von einem DWN-Redakteur. Damit wolle Maier zum einen vermeiden, die Journalisten als Person ins Zentrum zu rücken, und zum anderen eine Abwerbung durch Großverlage verhindern. In diesem Meedia-Artikel wurde den DWN auch ein „etwas alarmistischer Ton“ vorgeworfen.
Das TV-Magazin Elektrischer Reporter stellte die DWN im April 2014 in einem eigenen Beitrag als Beispiel für eine neue Art von Onlinemedien vor, deren Hauptprodukte gemäß Moderator Mario Sixtus „leider oft Lautstärke, Aufregung und fragwürdige Fakten“ seien. Im Beitrag bezeichnete Journalismusforscher Stephan Weichert Provokation als das Grundkonzept der DWN, die auf diesem Weg vor allem eine gegen die Europäische Union gerichtete politische Haltung verbreiten würden. Markus Beckedahl charakterisierte 2014 DWN auf netzpolitik.org als „Kopp-Verlag für ‚irgendwas mit Wirtschaft‘“ sowie „Medienhysterie als Geschäftsmodell“.
Im Februar 2015 übernahm Bonnier Business Press des schwedischen Medienunternehmens Bonnier mit 51 Prozent eine Mehrheit an den DWN. 49 Prozent hält die in Berlin ansässige Blogform Verlags Gesellschaft.

### Teilnahme an Empfang in der russischen Botschaft
Am 9. Mai 2023, mehr als ein Jahr nach dem Beginn des russischen Überfalls auf die Ukraine, nahm Maier mit dem ehemaligen DDR-Politiker Egon Krenz, Altbundeskanzler Gerhard Schröder (SPD), den AfD-Politikern Alexander Gauland und Tino Chrupalla, dem Die-Linke-Politiker Klaus Ernst und dem Verleger der Berliner Zeitung Holger Friedrich an einem Empfang in der russischen Botschaft in Deutschland in Berlin zum Tag des Sieges am 9. Mai teil. Die Teilnahme dieser Personen wurde von Vertretern von Politik und Medien kritisiert. Maier habe, so der Tagesspiegel, den Empfang in einem BLZ-Artikel „in bizarrem Tonfall“ beschrieben.

## Schriften
- mit Janko Ferk: Die Geographie des Menschen. Gespräche mit Peter Handke, Reiner Kunze, Carl Friedrich von Weizsäcker und Leonardo Boff. Edition Atelier, Wien 1993, ISBN 3-900379-79-3.
- Die ersten Tage der Zukunft. Wie wir mit dem Internet unser Denken verändern und die Welt retten können. Pendo, München/Zürich 2008, ISBN 978-3-86612-171-3.
- Die Plünderung der Welt. Wie die Finanz-Eliten unsere Enteignung planen. FinanzBuch Verlag, München 2014, ISBN 978-3-89879-853-2.
- Das Ende der Behaglichkeit. Wie die modernen Kriege Deutschland und Europa verändern. FinanzBuch Verlag, München 2016, ISBN 978-3-89879-941-6.